# Premio Clarín
Premio Clarín è una manifestazione che si svolge annualmente in Argentina, organizzata dal quotidiano Clarín dal 1998.
Sono divisi in quattro categorie principali: spettacolo, sport, creatività e telenovela che vengono assegnati in modo autonomo.